# وولفگانگ آبراهام
وولفگانگ آبراهام (آلمانی: Wolfgang Abraham; ۲۳ ژانویهٔ ۱۹۴۲ – ۳ فوریهٔ ۲۰۱۳) بازیکن فوتبال اهل آلمان بود.
از باشگاه‌هایی که در آن بازی کرده‌است می‌توان به باشگاه فوتبال لوک اشتندل و باشگاه فوتبال ماگدبورگ ۱ اشاره کرد.